# Kaczyce (województwo świętokrzyskie)
Kaczyce – wieś sołecka w Polsce położona w województwie świętokrzyskim, w powiecie opatowskim, w gminie Lipnik.
W latach 1975–1998 miejscowość administracyjnie należała do województwa tarnobrzeskiego.
Wieś położona jest nad rzeką Kozinką. Na pograniczu wsi Kaczyce i Grocholice znajdują się złoża iłu i lessu.
Przez wieś przechodzi  niebieski szlak rowerowy do Opatowa.

## Historia
Kaczyce wieś w powiecie sandomierskim, notowana w XII w. W roku 1191 poddani dają dziesięcinę kolegiacie sandomierskiej. W dokumencie z r. 1339 występuje Jawor (Iawor) jako dziedzic Kaczyc (Kodeks katedry krakowskiej t.I s.215).
W roku 1827 wieś prywatna z 14. budynkami i 82. mieszkańcami
Według spisu powszechnego z roku 1921 w Kaczycach było 46 domów, 294 mieszkańców